# 山口小一
山口 小一（やまぐち こいち、1841年3月29日（天保12年2月7日）- 1911年（明治44年）8月27日）は、幕末の佐賀藩武雄領主・武雄鍋島家家臣、明治期の政治家。衆議院議員。

## 経歴
肥前国杵島郡武雄村小楠（現佐賀県武雄市）で武雄鍋島家家臣（足軽）の家に生まれる。幕末には名誉とされていた武雄領の時報役を務めた。戊辰戦争では主君鍋島茂昌に従い羽州を転戦した。
その後、武雄軍団所史生、副戸長を務め、1880年、長崎県会議員に当選。1883年、佐賀県会議員に選出され、1887年、鎌田景弼佐賀県知事により抜擢され佐賀県属・土木課副長に就任。その後、退官して県会議員に復帰し、1902年、県会議長に就任した。
1904年3月、第9回衆議院議員総選挙おいて佐賀県郡部から出馬して当選し、立憲政友会に所属して衆議院議員を一期務めた。
以後、農業を営みながら、組合村会議員、武雄町会議員、学務委員、地方森林会議員、杵島郡会議員、同議長、郡農会議員などを歴任した。